# ソングライン (くるりのアルバム)
『ソングライン』は、くるりの12枚目のオリジナルアルバム。

## 解説
- オリジナルフルアルバムとしては『THE PIER』以来4年ぶりであり、バンド史上最も長いリリース間隔となった。このことについて佐藤は「アルバムはもっと早く出るはずだったんですけど、（中略）作り始めるまでがなかなか大変で」「このご時世にアルバムをCDで買って頭から最後までしっかり聴く人も減ってるだろうし」[1]と語っている。
- さまざまな時代、さまざまな文化の音楽を無尽蔵に取り込んだ前作とは対照的に[2]、原点に回帰し「くるりらしさ」を追求したアルバムとなっている[3]。それに合わせて「その線は水平線」（2010年頃作曲）「春を待つ」（1998年頃作曲）「忘れないように」（1997年頃には原型が存在）など過去の作品を改めて録音したものが多く収録されている[4][5][6]。このことについて岸田は「くるりはずっと、一番新しいのが一番いいっていう風に僕、思い込んでやってきたんですけど」「ちょっと置いといて整理したもんっていい感じに熟成したり」すると語っている[7]。また佐藤は「〈NOW AND THEN〉っていう過去のライヴを再現するっていうことがたまたま出来たんですけど、そういう過去を見つめ直すいい機会でした。いや、見つめ直してもいないですね（笑）。たまたまそういう期間だった」ことを示唆している[1]。
- アルバム制作当初は6,7曲入りのEPを、〈歌もの〉と〈ふざけたもの〉で2枚発売する構想があった[1]。
- 「ソングライン」という言葉は、アボリジニが土や樹木や水に宿る精霊のの声に導かれるがまま移動を続けた旅の軌跡のことを指す、イギリスの紀行作家ブルース・チャトウィンの言葉である[8]。このタイトルの理由について佐藤は「今回のアルバムには新旧いろんな曲があって」「そういう意味では過去と現在がリンクしていて、〈歌で繋がっている〉っていうことにも通じていて、〈いいタイトルだね〉ってしっくりきて決めたんですよね。それも後付けっちゃあ後付けなんですけど（笑）」と語っている[1]。
- 先行シングル曲として「How Can I Do?」「特別な日」「その線は水平線」「春を待つ」「だいじなこと」および「忘れないように」がリリースされている。なお先行シングルの「ふたつの世界」および先行EPの表題曲「琥珀色の街、上海蟹の朝」は収録されていない。
- 「ソングライン」は「ハイネケン」、「Tokyo OP」は「東京オリンピック」というタイトルでライブで演奏されていた。
- アルバム発売に先立ち、2018年2月〜3月にかけて、くるりライブツアー「線」が行われた。初回限定盤A、Bには3月31日にZeppTokyoで行われた最終公演を完全収録している[9]。

## 収録曲
| 全作詞・作曲: 岸田繁。 |                                |        |            |      |
| #                      | タイトル                       | 作詞   | 作曲・編曲 | 時間 |
| 1.                     | 「その線は水平線」             | 岸田繁 | 岸田繁     | 5:37 |
| 2.                     | 「landslide」                  | 岸田繁 | 岸田繁     | 3:56 |
| 3.                     | 「How Can I Do? (Album mix)」  | 岸田繁 | 岸田繁     | 3:50 |
| 4.                     | 「ソングライン」               | 岸田繁 | 岸田繁     | 5:43 |
| 5.                     | 「Tokyo OP」                   | 岸田繁 | 岸田繁     | 5:19 |
| 6.                     | 「風は野を越え」               | 岸田繁 | 岸田繁     | 4:45 |
| 7.                     | 「春を待つ」                   | 岸田繁 | 岸田繁     | 5:38 |
| 8.                     | 「だいじなこと (Album mix)」   | 岸田繁 | 岸田繁     | 1:37 |
| 9.                     | 「忘れないように (Album mix)」 | 岸田繁 | 岸田繁     | 5:34 |
| 10.                    | 「特別な日 (Album mix)」       | 岸田繁 | 岸田繁     | 2:29 |
| 11.                    | 「どれくらいの」               | 岸田繁 | 岸田繁     | 5:27 |
| 12.                    | 「News」                       | 岸田繁 | 岸田繁     | 4:39 |
| 合計時間:              | 合計時間:                      | 54:34  |            |      |

| #   | タイトル                   | 作詞 | 作曲・編曲 |
| --- | -------------------------- | ---- | ---------- |
| 1.  | 「東京レレレのレ」         |      |            |
| 2.  | 「東京」                   |      |            |
| 3.  | 「愛なき世界」             |      |            |
| 4.  | 「飴色の部屋」             |      |            |
| 5.  | 「ハイウェイ」             |      |            |
| 6.  | 「ワンダーフォーゲル」     |      |            |
| 7.  | 「Liberty & Gravity」      |      |            |
| 8.  | 「Tokyo OP」               |      |            |
| 9.  | 「スラヴ」                 |      |            |
| 10. | 「春を待つ」               |      |            |
| 11. | 「忘れないように」         |      |            |
| 12. | 「ソングライン」           |      |            |
| 13. | 「ばらの花」               |      |            |
| 14. | 「loveless」               |      |            |
| 15. | 「虹」                     |      |            |
| 16. | 「ロックンロール」         |      |            |
| 17. | 「ブレーメン」             |      |            |
| 18. | 「News」                   |      |            |
| 19. | 「琥珀色の街、上海蟹の朝」 |      |            |
| 20. | 「その線は水平線」         |      |            |

## 演奏
- 岸田繁
  - Vox (#1.2.3.4.6-12)
  - Guitars (#All)
  - Pianorgan (#1)
  - Programming (Electric Piano) (#1.7)
  - Harmonium (#1.4)
  - Mandolin (#2.12)
  - Banjo (#2)
  - Percussion (#2.4)
  - Orchestral Arrangement (#2.3.4.8.11)
  - Programming (#3.4.5.11)
  - Organ (#4.5.6.9.11.12)
  - Electric Sitar, Bouzouki, Synthesizer (#5)
  - Pro Tools Editing (#8.9.11)
  - Programming (Mellotron) (#9)
  - Cajon (#10)
- 佐藤征史
  - Bass (#4.8-12)
  - 5 Strings Bass (#1.5.6.7)
  - Pro Tools Editing (#1.2.4.5.8.9)
  - Contrabass (#2.3)
  - Percussion (#4.9)
  - Bubble Sound (#4)
  - Baritone Guitar (#9)
  - Tambourine (#10)
- ファンファン
  - Trumpet (#1.4.5.8.9.11.12)
  - Flugelhorn (#2)
  - Trumpet Solo (#3)
  - Vox (#11)
- 松本大樹
  - Guitar (#1.5.11)
  - Heavy Metal Guitar Solo (#4)
- 屋敷豪太：Drums (#1.7.12)
- 三柴理：Piano (#2)
- 朝倉真司
  - Drums (#2.9)
  - Percussion (#2)
- 徳澤青弦：Cello, Orchestral Score Editing (#2.3.4.11)
- 藤堂昌彦
  - 1st Violin (#2.11)
  - Violin (#3)
- 中島千絵：2nd Violin (#2.11)
- 坂口弦太郎：Viola (#2.11)
- 竹山愛：Flute (#2.4)
- 庄司さとし：Oboe (#2.3.4)
- 黒川紗恵子：Clarinet (#2.4)
- 石川晃：Fagotto (#2.3.4)
- 堀江博久
  - Organ (#3)
  - Piano (#10)
- 戸渡ジョニー：Drums (#3)
- 成田真樹：Pro Tools Editing, Analog Synthesizer (#3)
- 徳永友美、執行恒宏、藤家泉子、石亀協子、石橋尚子、カメルーン真希、楢村海香、入江茜、芹田碧：Violin (#3)
- 渡部安見子、萩原薫、三木章子、吉田篤貴：Viola (#3)
- 森田香織、水野由紀：Cello (#3)
- 片岡詩乃：Harp (#3)
- 高桑英世：Flute (#3)
- 中ヒデヒト：Clarinet (#3)
- 鈴木広志：Alto Sax (#3)
- ジョナサン・ハミル、鈴木優：Horn (#3)
- 田中充：Trumpet (#3)
- 鹿討奏：Trombone (#3)
- 石若駿：Drums (#4.8)
- 谷川充博：Beer Can Open (#4)
- クリフ・アーモンド：Drums (#5.6.11)
- 湯浅佳代子：Trombone (#5)
- 田中邦和
  - Tenor Sax Solo (#6)
  - Baritone Sax (#11)
- 野崎泰弘
  - Piano (#8)
  - Organ (#8)
- 三浦秀秋：Wind Section Score Editing (#8)
- 工藤亜紀子：Oboe (#8)
- 黒田由樹：Flute (#8)
- 渡邊一毅：Clarinet, Bass Clarinet (#8)
- 磯崎早苗：Fagotto (#8)
- 小谷晋一、北山順子：Horn (#8)
- 奥野真哉 (ソウル・フラワー・ユニオン)：Piano (#9)
- 江川良子：Tenor Sax (#11)
- Dr.kyOn：Piano (#12)